# Elena López
Elena López Benaches (Valencia, 4 ottobre 1994) è una ginnasta spagnola medaglia d'argento nel concorso a squadre alle Olimpiadi di Rio de Janeiro 2016; nella sua carriera vanta inoltre due titoli mondiali nella specialità delle 10 clavette.

## Biografia
López ha iniziato a praticare la ginnastica ritmica all'età di sei anni. Nel 2008 viene selezionata nella nazionale spagnola juniores, disputando gli Europei di Baku 2009 con la squadra della Spagna di categoria. L'anno successivo fa il suo debutto senior ai Mondiali di Mosca 2010.
Prende parte alle Olimpiadi di Londra 2012 dove la Spagna resta fuori dal podio con un quarto posto (54.950 punti), dietro l'Italia terza classificata (55.450). L'anno dopo, ai Mondiali di Kiev 2013, vince per la prima volta il titolo di campionessa del mondo nelle 10 clavette, confermandosi nuovamente medaglia d'oro nella stessa specialità ai campionati di Smirne 2014. A coronare la sua carriera arriva poi la medaglia d'argento vinta alle Olimpiadi di Rio de Janeiro 2016.

## Palmarès
- Giochi olimpici

Rio de Janeiro 2016: argento nella gara a squadre.
- Campionati mondiali di ginnastica ritmica

Kiev 2013: oro nelle 10 clavette, bronzo nelle 3 palle / 2 nastri.
Smirne 2014: oro nelle 10 clavette.
Stoccarda 2015: bronzo nell'all-around.
- Campionati europei di ginnastica ritmica

Baku 2014: bronzo nelle 10 clavette.
Holon 2016: argento nelle 6 clavette / 2 cerchi, bronzo nei 5 nastri.